# فري أكسالات البوتاسيوم
فرّي أكسالات البوتاسيوم (ملاحظة 1) مركب كيميائي صيغته [K3[Fe(C2O4)3، كما يمكن أن يكون بالشكل المميّه ثلاثي الهيدرات ؛ ويوجد على شكل بلورات زمردية خضراء.

## التحضير
يحضر المركب من تفاعل كبريتات الحديد الثلاثي وأكسالات الباريوم وأكسالات البوتاسيوم:
{\displaystyle {\ce {Fe2(SO4)3 + 3 BaC2O4 + 3 K2C2O4 -> 2 K3[Fe(C2O4)3] + 3 BaSO4}}}
أو من تفاعل محلول من كلوريد الحديد الثلاثي مع أكسالات الباريوم:
{\displaystyle {\ce {FeCl3 + 3 K2C2O4 -> K3[Fe(C2O4)3] + 3 KCl}}}

## الخواص
يوجد المركب في الشروط القياسية على شكل بلورات خضراء اللون، وهي حساسة للإشعاع الكهرومغناطيسي وللضوء، حيث يؤدي امتصاص فوتون إلى تفكك الأكسالات إلى غاز ثنائي أكسيد الكربون CO2، واختزال الحديد الثلاثي إلى حديد ثنائي.
درست بنية فري أكسالات البوتاسيوم بشكل مفصل؛ حيث أظهرت الدراسات وجود الحديد بهيئة لف مغزلي مرتفع؛ إذ أن اللف المغزلي المنخفض للحديد سيعطي للمعقد شكلاً مشوهاً وفق تأثير يان-تيلر. لكن معقد فرّي أكسالات البوتاسيوم له بنية مختلفة، إذ له بنية متحلقة ذات خواص يدوية محورية، بالتالي يوجد متصاوغان يميز بينهما بالحرفين الإغريقيين لامدا ودلتا.

## الاستخدامات
يستخدم المركب لأغراض تعليمية من أجل شرح تفاعلات الكيمياء الضوئية ولقياس شدة الإشعاع.

## هوامش
- ملاحظة 1 يعرف المركب أيضاً باسم ثلاثي أكسالات فرّات البوتاسيوم